# Política (periódico)
Política fue un periódico español publicado en Madrid que fue el órgano primero oficioso y luego oficial del partido Izquierda Republicana. Fundado en 1935, continuaría editándose hasta el final de la Guerra civil.

## Historia
Política fue fundado en marzo de 1935 como órgano oficioso de Izquierda Republicana, saliendo por primera vez a la calle el 14 de dicho mes. Inicialmente se publicó como un semanario, pasando a publicarse diariamente a partir del 15 de octubre de 1935. Su propietario era la empresa Prensa Republicana, S.A.. La finalidad del periódico fue inicialmente proporcionar apoyo a Izquierda Republicana, después de que el partido de Azaña hubiese perdido el control ideológico de los periódicos de la Compañía Editorial Española, El Sol y La Voz (si bien aún encontraba cierta afinidad en El Liberal y Heraldo de Madrid). Se trataba de un periódico matutino. Política pasó a ser órgano oficial de IR el 25 de noviembre de 1936, ya comenzada la Guerra Civil, cuando apareció en su cabecera la leyenda Órgano de Izquierda Republicana.
Su primer director fue el prestigioso periodista republicano, y amigo personal de Azaña, Luis Bello, siendo sustituido —tras su muerte— por Carlos Esplá Rizo. Cuando este fue nombrado subsecretario del Ministerio de Obras Públicas, tras la victoria del Frente Popular en febrero de 1936, le sustituyó Isaac Abeytúa. En noviembre de 1936, Bibiano Fernández-Ossorio Tafall se hizo cargo de la dirección. Durante la guerra, pasaron por la dirección Miguel San Andrés o Ramón Ariño, entre otros. Aunque no existen datos acerca de su tirada, Eusebio Gutiérrez Cimorra, redactor hasta octubre de 1936 del órgano del Partido Comunista, Mundo Obrero, calcula que estaba en unos 10 000 ejemplares antes de la Guerra Civil.
Política tenía sus talleres en la calle Mayor, 6. Tras el comienzo de la Guerra Civil y la incautación de las instalaciones de Editorial Católica, editora de Ya y El Debate, Política pasó a hacerse cargo del material e instalaciones del segundo. El periódico se continuó publicando en Madrid hasta el final de la guerra (si bien, desde noviembre de 1936, reducido a dos páginas). Con la entrada de las tropas franquistas en Madrid, el diario fue incautado y desapareció.

## En el exilio
Política se siguió publicando en el exilio. Sin embargo, se produjeron a menudo retrasos y suspensiones temporales en su publicación por falta de medios, ocasionando, a menudo, fallos en la numeración de la revista y en su periodicidad. Algunos de los directores de esta época fueron Ángel Galarza (hasta 1963), Ángel Ruiz (1936-1975) o Antonio Remis desde 1975.[cita requerida]

## En la actualidad
Desde 1992, cuando comenzó su tercera época, se han publicado más de setenta números de Política. Su formato actual es el de una publicación bimestral de alrededor de 48 páginas con portada a color. Los directores de esta etapa han sido Francisco Pérez Esteban (1992-2000), Pedro López (2000-2004), Gregorio Morales Villena (hasta 2015) e Isabelo Herreros desde esa fecha.